# 조시키역
조시키역(일본어: 雑色駅、ぞうしきえき)은 도쿄도 오타구에 있는 철도역이다.

## 역 구조
상대식 승강장 2면 2선의 고가역이다. 역사는 하행선 측에서 개찰구의 방향이 엇갈렸으나, 2015년 6월 27일에 역사를 요코하마 방향으로 약간 이설한 후 개찰구가 집약되었다. 연속입체교차사업을 하기 전에는 상,하행선 모두 지상역사에서 상행선 플랫폼의 지하도를 통해 연결됐었다.

### 타는 곳
| 1 | 게이큐 본선 | 게이큐 가와사키·요코하마·가미오오카·우라가 방면 즈시 선 신즈시 방면 구리하마 선 게이큐 구리하마·미사키구치 방면                                                                                |
| 2 | 게이큐 본선 | 시나가와·센가쿠지 방면 도영 지하철 아사쿠사 선 니혼바시·아사쿠사·오시아게 방면 게이세이 선 다카사고·후나바시·나리타 공항 방면 호쿠소 선 신카마가야·인바니혼이다이 방면 공항선 하네다 공항 방면 |

## 역 주변
- 조시키 상점가
- 오타 구역소 로쿠고 특별 출장소
- 오타 미나미로쿠고 제1·2 우체국
- 경시청 가마타 경찰서
- 도쿄 도립 로쿠고 공과 고등학교
- 국도 제15호선
- OK스토어 본사
- 도쿄 도 적십자 혈액센터
- 게이힌 진료소
- 산노부 교통(택시회사)
- 오타 구립 로쿠고 중학교
- 오타 나카로쿠고 우체국

## 역사
- 1901년 2월 1일: 게이힌 전기철도의 역으로서 영업 개시.
- 1923년 4월 1일: 도로상의 정류소로부터 신설궤도 상에 역 위치 변경.
- 1979년 7월: 승강장 유효장을 4량 편성에서 6량 편성으로 늘림. 구내 건널목을 폐지하고, 지하도화.
- 2010년 5월 16일: 상행 승강장 고가화.
- 2012년 10월 21일: 하행 승강장 고가화.

## 화랑

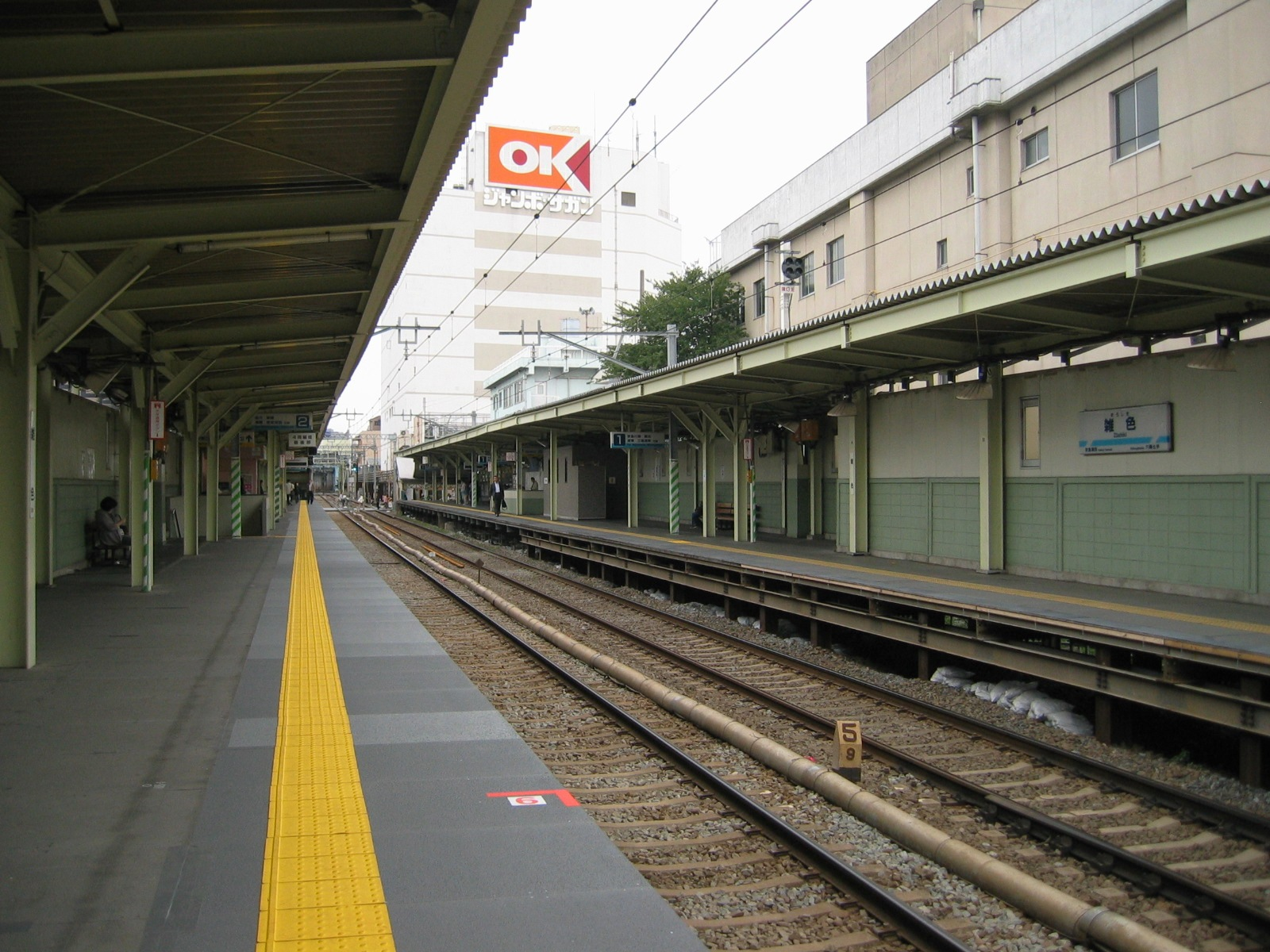
입체화 전 승강장 모습(2007년 10월)
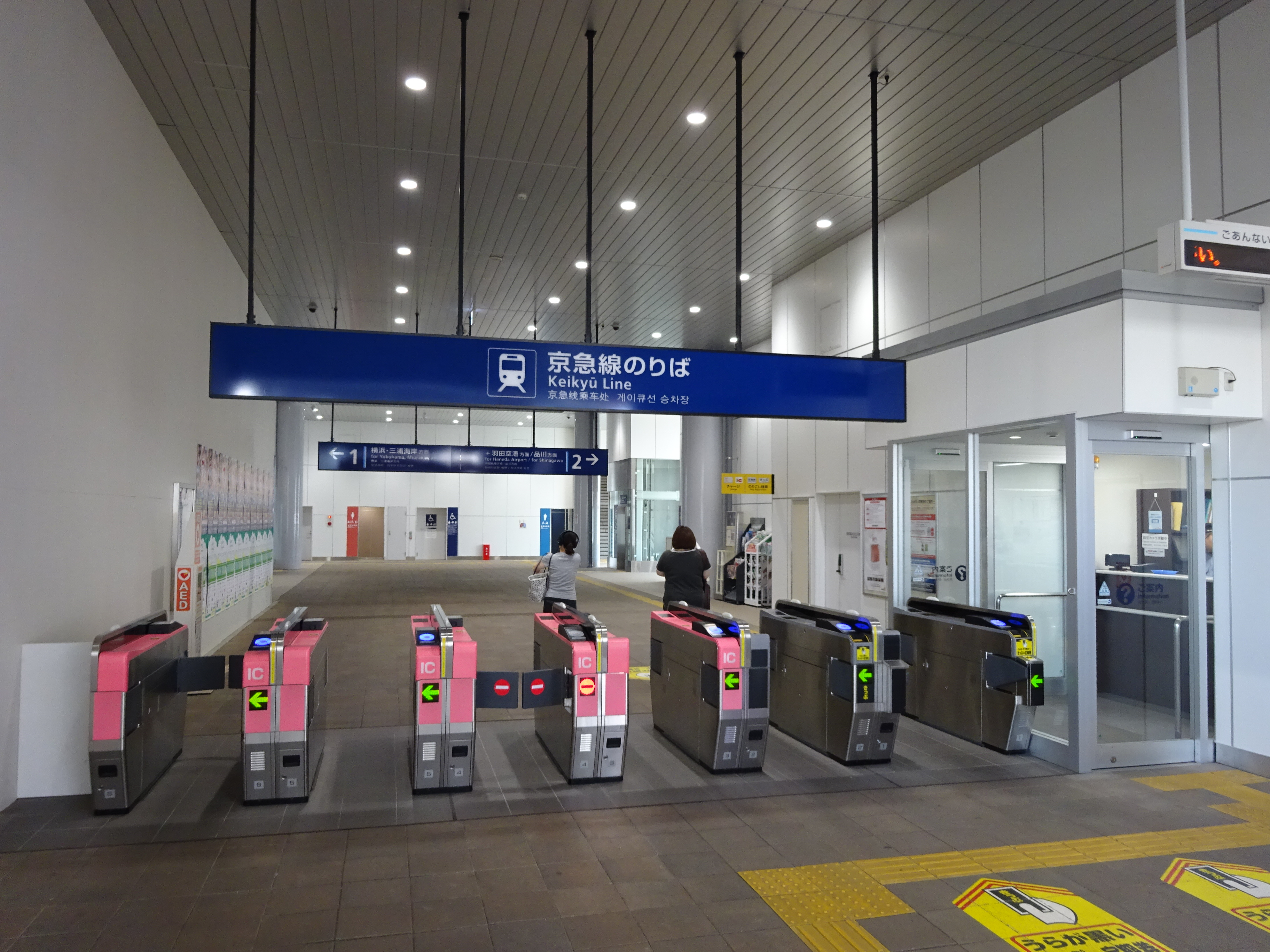
개찰(2016년 8월)
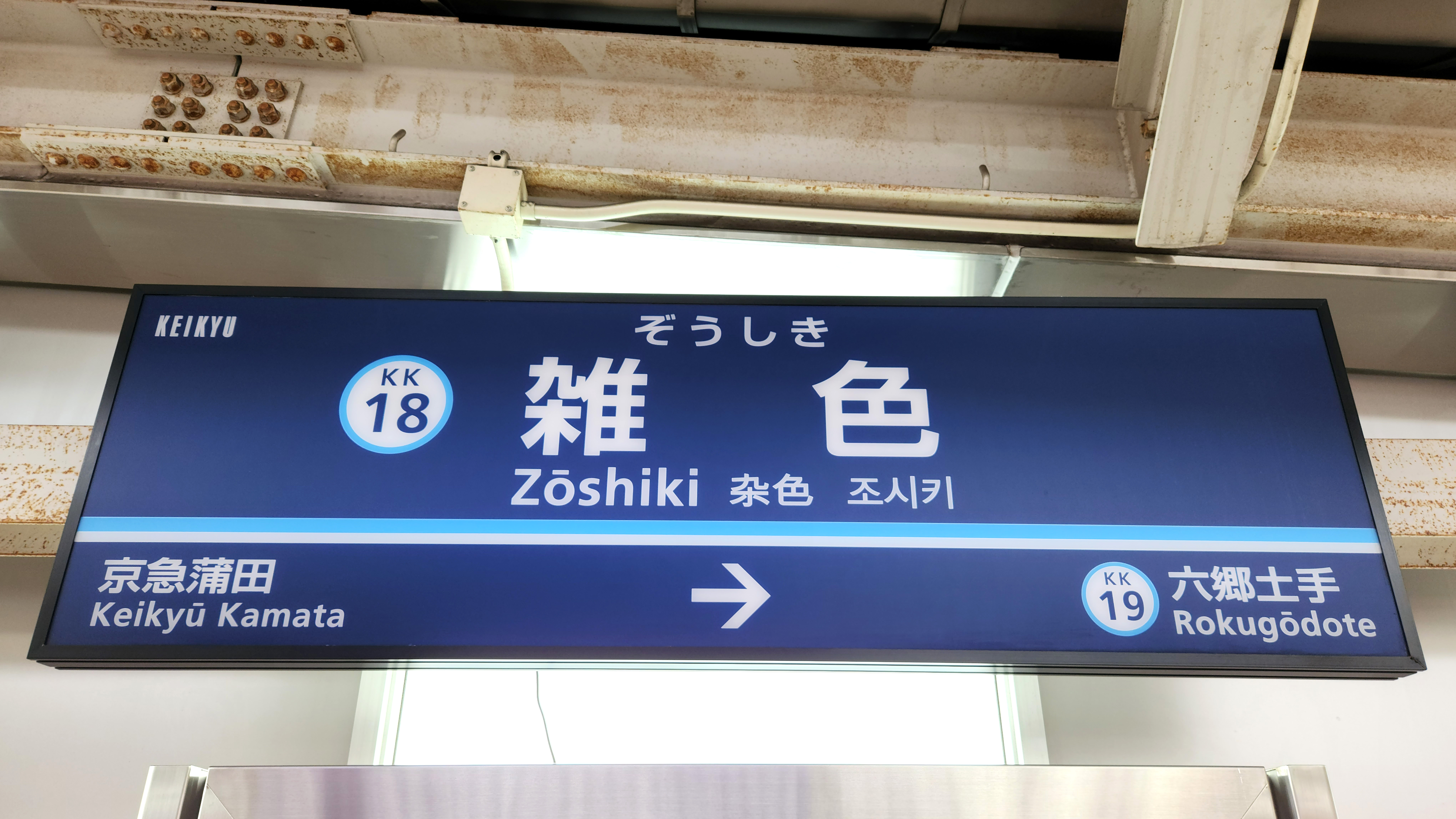
역명판(2023년 7월)

## 인접역
| 게이힌 급행 전철 본선            | 게이힌 급행 전철 본선 | 게이힌 급행 전철 본선       |
| -------------------------------- | --------------------- | --------------------------- |
| KK11 게이큐 가마타 시나가와 방면 | ■ 보통                | 로쿠고도테 KK19 우라가 방면 |